# Alxa
Alxa (kinesisk: 阿拉善盟; pinyin: Ālāshàn Méng; mongolsk: ; transskription: Alaša aɣima) er en liga (et præfektur) i den vestlige del af den autonome region Indre Mongoliet i Folkerepublikken Kina.
Alxa har et areal på 	267,574km² og en befolkning på 180.000 mennesker. Alxa er den tyndest befolkede region i Indre Mongoliet.
Store dele af Alxa er ørken. Her er Gobiørkenen og dens sydlige udløbere, som den rene sandørkenen Tengger.

## Administrative enheder
Ligaet Alxa har jurisdiktion over 3 bannere (旗 Qí).
| Kort           | Kort         | Kort       | Kort           | Kort                   | Kort        | Kort      |
| -------------- | ------------ | ---------- | -------------- | ---------------------- | ----------- | --------- |
| Kort over Alxa |              |            |                |                        |             |           |
| #              | Navn         | Hanzi      | Pinyin         | Befolkning (2004 est.) | Areal (km²) | Indb./km² |
| Bannere        |              |            |                |                        |             |           |
| 1              | Venstre alxa | 阿拉善左旗 | Ālāshàn Zuǒ Qí | 140.000                | 80.412      | 2         |
| 2              | Høyre alxa   | 阿拉善右旗 | Ālāshàn Yòu Qí | 20.000                 | 72.556      | <1        |
| 3              | Ejin         | 额济纳旗   | Éjìnà Qí       | 20.000                 | 114.606     | <1        |